# Meddah
Meddah è una forma tradizionale di spettacolo della Turchia. Il meddah era un cantastorie che generalmente si esibiva davanti al pubblico nei caffè. Il racconto era drammatizzato: dopo una breve introduzione in versi, il meddah iniziava il racconto  interpretando i vari ruoli, cambiando la voce e il tono, usando l'imitazione dei vari dialetti. Gli accessori del cantastorie erano un semplice fazzoletto e un bastone da passeggio, che servivano per suggerire cambiamenti di scena o di personaggio.
La tradizione del Meddahlik è molto antica, e i temi dei racconti erano spesso tratti da storie vere, modificate per accontentare i gusti del pubblico del tempo o per adattarsi alla situazione politica. Il lato comico delle vicende era spesso evidenziato e i personaggi diventavano vere e proprie caricature.
L'arte dei meddah, artisti professionisti che viaggiavano da una città all'altra era basata soprattutto sulla mimica e sul controllo della voce. Lo spettacolo non aveva limiti di durata: nella tradizione, i bravi meddah sapevano adattare il racconto alle reazioni del pubblico.
L'arte dei meddah è stata inclusa nel 2003 fra i capolavori del patrimonio orale e immateriale dell'umanità riconosciuti dall'UNESCO.